# Satan (rhétorique iranienne)
Pour les articles homonymes, voir Satan (homonymie).

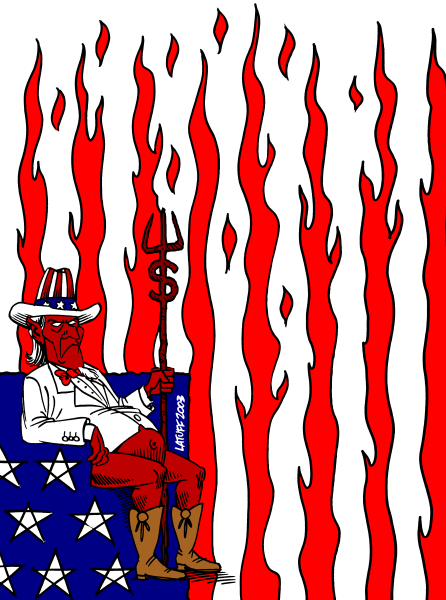
Le Grand Satan, dessin de Carlos Latuff.

Satan est un surnom injurieux utilisé par l'Iran et des organisations jihadistes pour se référer aux États-Unis et à leurs alliés, dans une rhétorique de diabolisation de l'ennemi.
Ce surnom a été également utilisé à l'encontre du Royaume-Uni et d'autres pays occidentaux, dont le surnom « petit Satan » contre principalement Israël.

## Grand Satan
Le « Grand Satan » (en arabe : شيطان الأكبر شيطان بزرگ en persan) est un surnom pour désigner les États-Unis,,, dans le langage politique de la république islamique d'Iran. L'ayatollah Khomeini a utilisé les termes « Iblis » et « Shaitan »[réf. nécessaire], qui signifient « démon » et « Satan ».
Le terme est utilisé depuis la révolution iranienne.

## Mère de Satan
Le terme « Mère de Satan » est un surnom qui désigne Israël (pays allié des États-Unis (Grand Satan)) dans le langage politique de la république islamique d'Iran.[réf. nécessaire]

## Le Petit Satan
Le Royaume-Uni, la France (pour sa coopération économique avec l'État hébreu, et à une époque pour ses liens avec l'Irak de Saddam Hussein),, l'Australie et le Canada, en étant les alliés des États-Unis (ainsi que d'autres pays s'y relatant), sont aussi surnommés « Petit Satan ». Ce terme désignait aussi, durant la Guerre froide, l'URSS.